# Louis Balthasar Phélypeaux
Pour les autres membres de la famille, voir Famille Phélypeaux.
Louis Balthasar Phélypeaux d'Herbault, né à Paris et mort le 31 août 1751 à Riez, est un prélat français, évêque de Riez au XVIIIe siècle. 

## Biographie
Louis Balthasar est issu de la famille Phélypeaux, c'est un fils de François Phélypeaux, conseiller au parlement de Paris, et d'Anne Loisel. Michel Ier Phélypeaux de La Vrillière  est le cousin germain de son père et il est le grand-oncle de Georges-Louis Phélypeaux d'Herbault  qui sont tous deux archevêques de Bourges. Louis Balthasar Phélypeaux est reçu docteur en Théologie  en Sorbonne et  nommé conseiller-clerc au parlement de Paris en 1694, chanoine de Notre-Dame de Paris, abbé commendataire  du Thoronet en 1697.
Louis Balthazar est désigné comme agent général du clergé de France en 1702 par la province ecclésiastique d'Aix en remplacement de Gabriel de Cosnac, promu au diocèse de Die. Il est lui-même appelé au siège épiscopal de Riez le 27 novembre 1713 et consacré le 31 décembre suivant par l'archevêque de Paris Louis-Antoine de Noailles. Admirateur et disciple de Jacques-Bénigne Bossuet, il laisse le souvenir d'un évêque résidant dans son diocèse, choix assez rare à cette époque, et soucieux de ses ouailles. Il fonde un hospice, un collège, embellit le palais épiscopal et restaure son église cathédrale. Il meurt à Riez le 31 aout 1751.